# The Rolling Stones No. 2
The Rolling Stones No. 2 ist das zweite in Großbritannien veröffentlichte Studioalbum der Rolling Stones. Es erschien am 15. Januar 1965 bei Decca Records in Großbritannien (LK 4661) und kurz darauf auch in Deutschland. Eine Veröffentlichung in den USA unterblieb; auf der am 13. Februar 1965 in den USA veröffentlichten LP The Rolling Stones, Now! waren jedoch sieben Songs von The Rolling Stones No. 2 enthalten.

## Album-Geschichte
The Rolling Stones No. 2 folgte dem bewährten Konzept von The Rolling Stones, dem sehr erfolgreichen Debütalbum von 1964. Das Songmaterial besteht aus neun Rhythm-and-Blues-Coverversionen sowie drei Eigenkompositionen, die das Potential, die Ambitionen und das mittlerweile gewonnene Selbstvertrauen des jungen Songschreiber-Duos Mick Jagger und Keith Richards zeigen. 
Die zwölf Titel des sehr stimmigen und stilistisch geschlossenen Albums wurden vom 10. Juni bis zum 2. November 1964 in den Regent Sound Studios in London, in den Chess Studios in Chicago sowie in den RCA Studios in Hollywood aufgenommen. Dadurch unterscheiden sich die Stücke – im Gegensatz zum Debütalbum, das in nur einem Studio aufgenommen wurde – zum Teil auch klanglich.
Auf der Vorderseite des Covers sind die fünf Mitglieder der Rolling Stones abgebildet (hinten, v. l. n. r. Mick Jagger, Charlie Watts und Brian Jones, im Vordergrund Bill Wyman und Keith Richards). Auf der Rückseite sind die fünf in schlichten Schwarz-Weiß-Fotos nochmals einzeln abgebildet. Die Cover-Fotos stammen vom britischen Fotografen David Bailey, einem Freund Jaggers; den – teilweise skurrilen – Text auf der Rückseite des Albums verfasste Andrew Loog Oldham. Wie bereits bei dem Vorgängeralbum sind auf dem Frontcover weder der Bandname noch der Albumtitel abgebildet – eine zur damaligen Zeit völlig neue und ungewöhnliche Idee von Bandmanager Andrew Loog Oldham.
Ebenso wie das Debütalbum erreichte The Rolling Stones No. 2 Platz 1 der britischen LP-Charts, wo es sich 37 Wochen lang halten konnte. In Deutschland war es das erste Album der Band, das den 1. Platz der LP-Charts einnehmen konnte. 

## Titelliste

### Seite 1
1. Everybody Needs Somebody to Love – 4.59 (Bert Russell/Solomon Burke/Jerry Wexler)
Auf dem Album The Rolling Stones, Now! in einer leicht unterschiedlichen, zwei Minuten kürzeren Fassung enthalten
2. Down Home Girl – 4.11 (Jerry Leiber/Arthur Butler)
Auch auf The Rolling Stones, Now! enthalten.
3. You Can’t Catch Me – 3.34 (Chuck Berry)
Auch auf The Rolling Stones, Now! enthalten.
4. Time Is on My Side – 2.54 (Norman Meade)
In einer veränderten, orgel-dominierten Version auf 12 × 5 enthalten.
5. What a shame („Was [für ei]ne Schande“) – 3.02 (Jagger/Richards)
Am 19. Dezember 1964 als B-Seite der Single Heart of Stone veröffentlicht. Auch auf The Rolling Stones, Now! enthalten.
6. Grown Up Wrong – 2.03 (Jagger/Richards)
Auch auf 12 × 5 enthalten.

### Seite 2
1. Down the Road Apiece – 2.52 (Don Raye)
Auch auf The Rolling Stones, Now! enthalten.
2. Under the Boardwalk – 2.42 (Arthur Resnick/Kenny Young)
Auch auf 12 × 5 enthalten.
3. I Can’t Be Satisfied – 3.22 (Muddy Waters)
In den USA erst 1972 auf der Zusammenstellung More Hot Rocks (Big Hits & Fazed Cookies) veröffentlicht.
4. Pain in My Heart – 2.08 (Naomi Neville)
Auch auf The Rolling Stones, Now! enthalten.
5. Off the Hook („Abgehängt“) – 2.32 (Jagger/Richards)
Am 13. November 1964 als B-Seite der Single Little Red Rooster veröffentlicht. Auch auf The Rolling Stones, Now! enthalten.
6. Suzie Q – 1.48 (Dale Hawkins/Stan Lewis/Eleanor Broadwater)
Auch auf 12 × 5 enthalten.

## Gastmusiker
Jack Nitzsche spielt auf Down Home Girl Piano sowie auf Pain in My Heart auf einem elektrischen Spielzeugklavier, dem sogenannten „Nitzsche-phone“. Ian Stewart erscheint als Pianist auf Everybody Needs Somebody to Love und auf What a Shame; auf Time Is On My Side spielt er Orgel und außerdem bei mehreren Liedern Tamburin.